# 代多普利斯茨卡羅市鎮

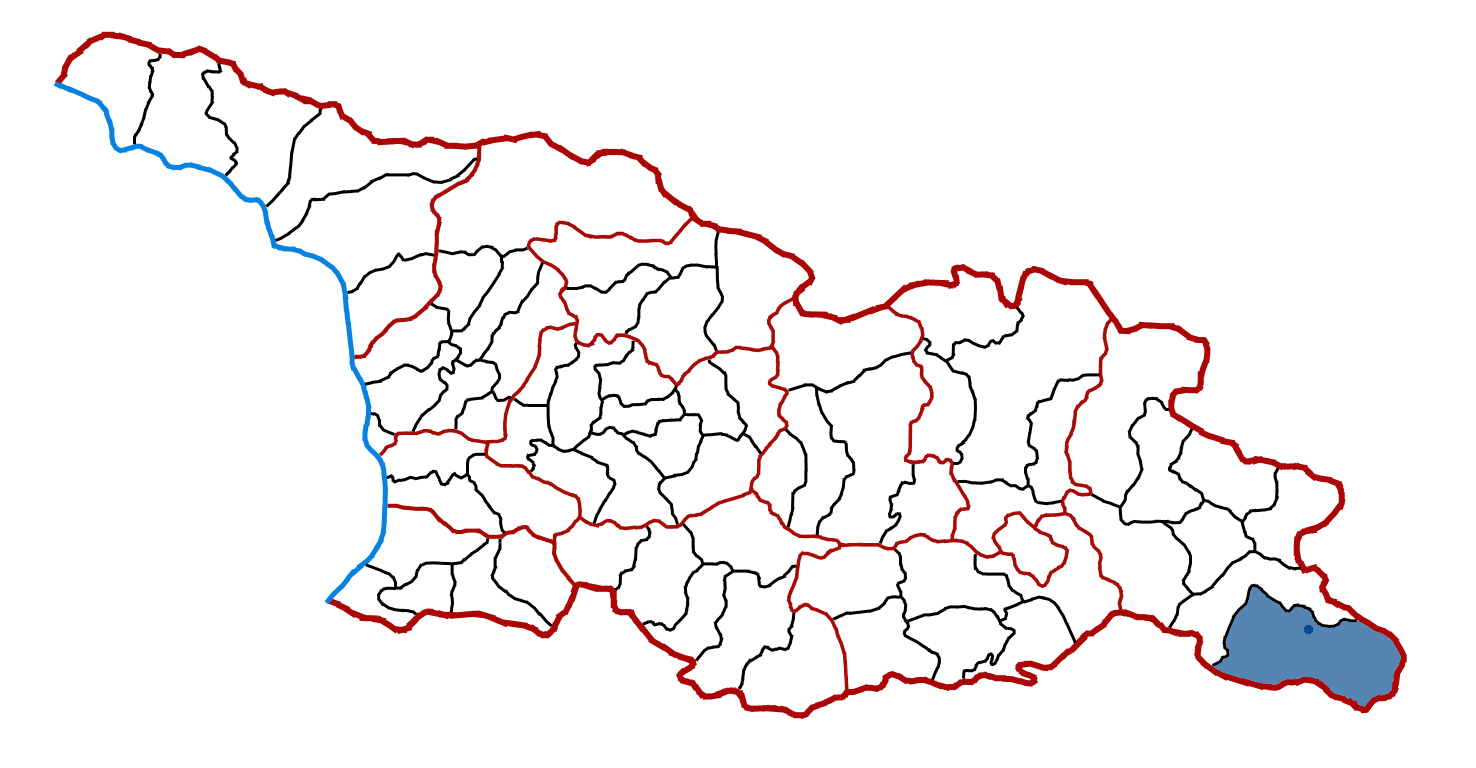

代多普利斯茨卡羅市鎮，是格魯吉亞東部卡赫蒂大区的市镇，行政中心为代多普利斯茨卡羅。市镇面積为2,529平方公里，2014年人口数量为21,221人，人口密度每平方公里12人。